# Szentesi zsinagóga
A szentesi zsinagóga 1868–1872 között épült romantikus stílusban Knabe Ignác budai építőmester tervei alapján. Felújították 1997–1998-ban Terney László építészmérnök tervei alapján, s Városi Könyvtárként működteti Szentes város önkormányzata.

## Történeti előzmények
A zsidó népesség megjelenése Szentesen a 18. század közepétől követhető nyomon, de számuk igen lassan gyarapodott. Az 1808/1809. évi összeíráskor létszámuk még mindössze 11 fő, majd 1817-ben már 17 családot regisztráltak 92 fővel. Erre az időre tehető a Szentesi Hitközség megalakulása. A mai Zrínyi utcának az Apponyi tér felé eső végén, az akkori Vásárállás szélén kibérelték Sarkadi Sámuel asztalos házát imaháznak, 1829-ben meg is vásárolták, s átalakították templomnak. 1848-ban már 92 zsidó családfő volt Szentesen 509 családtaggal. 1854-ben már tervezték új templom építését, de végül a régi bővítése mellett döntöttek.

## Új templom építése
Az izraelita vallás egyenjogúsításáról szóló 1867:XVII. tc. megjelenése ösztönzést adott a Szentesi Hitközségnek, s 1868-ban már új templom építését határozták el. Az új templom építésének ügyeit Purjesz Náthán vezette. A budai zsinagóga építőjét, Knábe Ignác budai építőmestert kérték fel a templom terveinek elkészítésére. Minden hitközségi tag kötelezte magát, hogy egy imaszéket vesz az új templomban. Halász István nagykőrösi építési vállalkozó megkezdte az új templom építését, de az építkezést többször le kellett állítani, mert az építkezési kiadások és a hitközség tagjainak anyagi teherbíró képessége nem volt összhangban. 1869 őszén kérték a vallás- és közoktatásügyi minisztert, hogy állíttassa le a költséges építkezést. Az építkezés azonban már annyira előrehaladott állapotban volt, hogy nem engedélyezték annak leállítását. Így ha nagy nehézségek árán is, de 1870 őszén tető alá került a templom. 1871-ben a belső berendezések készültek el. A frigyládát, a padokat és minden más asztalos munkát a helyi mesterek készítették el. 1871 őszén már ünnepi istentiszteletet tartottak az új templomban, igaz, még festetlen padokban ültek. Az örökmécsest 1872 őszén avatták fel. A zsinagóga architektúrájában a gótikus, a barokk és a közel-keleti stílus együttes alkalmazása romantikus hatást kelt, monumentális voltát külön kiemelte az alacsony kovácsoltvas kerítés, amely a zsinagóga bejáratát és parkját körülvette. A templom színes ablakaira az adományozó családok szimbólumait festették. 1901-ben tatarozták először, majd újból 1910-ben, ekkor a villanyvilágítást is bevezették. Az aranyozott új tórát 1912-ben avatták fel. A templomban rendszeres hitélet folyt 1944-ig azzal együtt, hogy a zsidó népesség sorsa egyre nehezebb lett a két világháború közt.

## Aholokausztután
A második világháborúban a szentesi zsidó népesség is azon vidéki zsidó népesség körébe került, amelynek tagjai teljes egészében elpusztultak a megsemmisítő táborokban, legtöbbjük az auschwitzi koncentrációs táborban és a munkaszolgálatban. Pár lélek maradt meg, ők összejöttek szombatonként még a zsinagógában, világítottak a színes ablakok. 1960-tól azonban templomuk már többnyire üresen állt. Az épület állaga romlott, födémzete beszakadt. Továbbra is felekezeti tulajdonban maradt a templom, de karbantartani nem tudták, így 1987-ben megvásárolta Szentes város vezetése. Lebontatták az életveszélyes tetőt és a belső tartozékokat, ekkor hozzá nem értés miatt sok művészettörténeti érték veszett kárba. Évekig csupaszon álltak a falak, míg 1992-ben befedték, de az épület hasznosításáról majd csak 1996-ban döntöttek. Szentes város vezetői elhatározták, hogy a Városi Könyvtár részére felújítják az épületet, egyben a Magyarországi Hitközségek Szövetségével is megegyeztek, hogy a templom eredeti külső architektúráját megőrzik, de belső építészetét az ezredvég könyvtári igényeinek megfelelően tervezik. A pályáztatáson egy helyi építészmérnök, Terney László (1947–1998) építészmérnök és munkatársainak terveit fogadták el. A zsinagóga külső architektúrájának helyreállítását, s belül a modern könyvtár kialakítását egymással összhangban oldotta meg Terney László, nem egyszerűen tervezőmérnök volt, hanem olyan ember, aki értett a művészeti stílusok nyelvén is. A monumentális légterű templom négy szintre osztásával és egy alagsor kialakításával 1300 négyzetméteres helyhez jutott a Városi Könyvtár. Nem feledkeztek meg arról sem, hogy az új épületben jusson egy szoba, egy holokauszt-emlékhely, amelyben dokumentálják a zsidók mártíromságát. Az izraelita mártírok emléktábláival a fődíszbejáró bal oldali szegletében találkozunk, amelynek szegélye a volt zsinagóga kovácsoltvas kerítés elemeiből készült. Egy-egy márványtábla őrzi az első tervező mérnök, Knábe Ignác, s a felújítást végző tervező mérnök, Terney László nevét. Terney László még megérte 1998-ban az épület ünnepélyes felavatását, de már nagyon beteg volt, hamarosan meghalt. Sok szentesi polgár, aki ismerte Terney László édesapját, Terney Bélát, helyette is büszke volt fiának alkotására.

## Galéria az 1998-ban felújított szentesi zsinagógáról

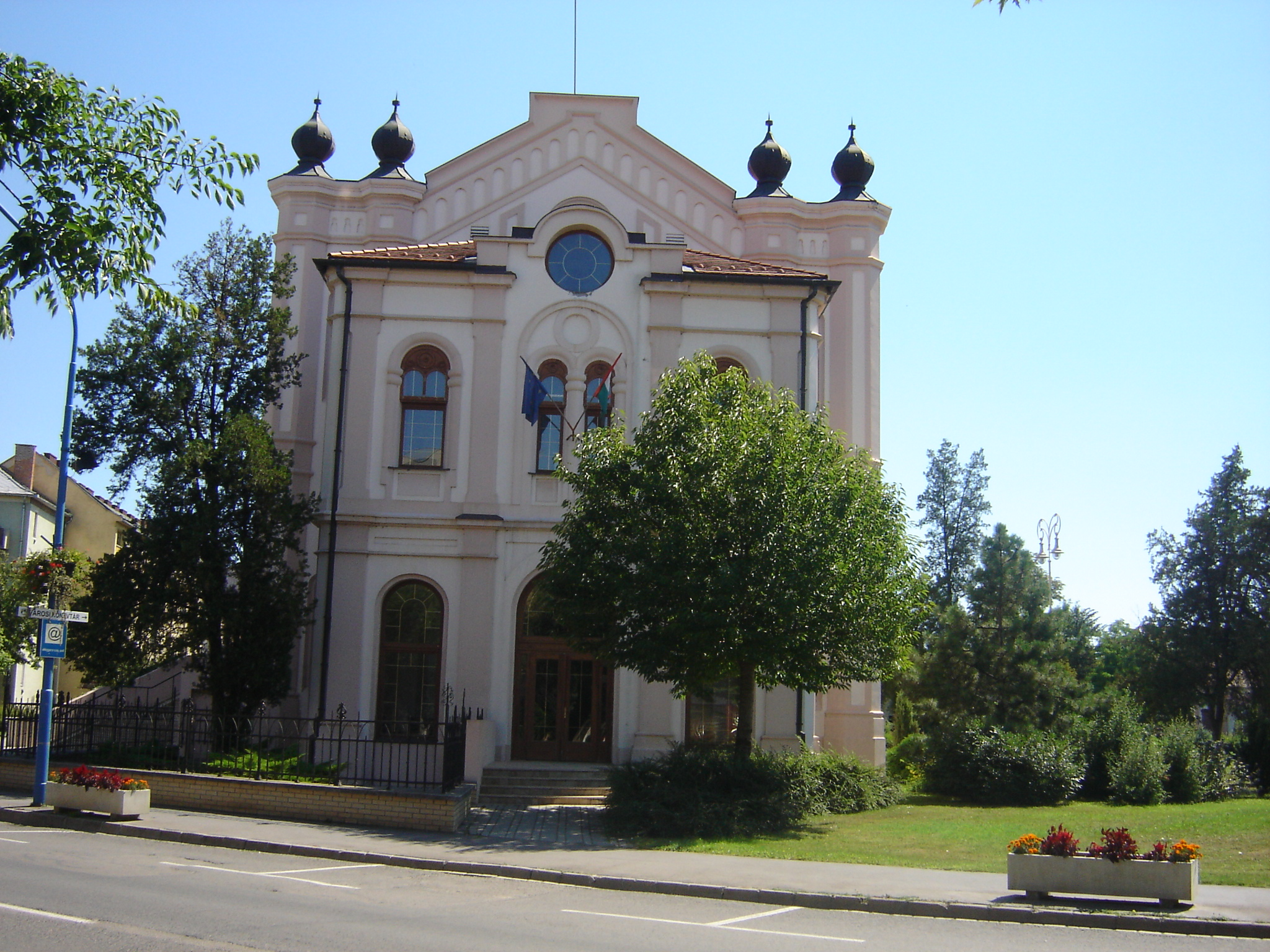
A zsinagóga főbejárata
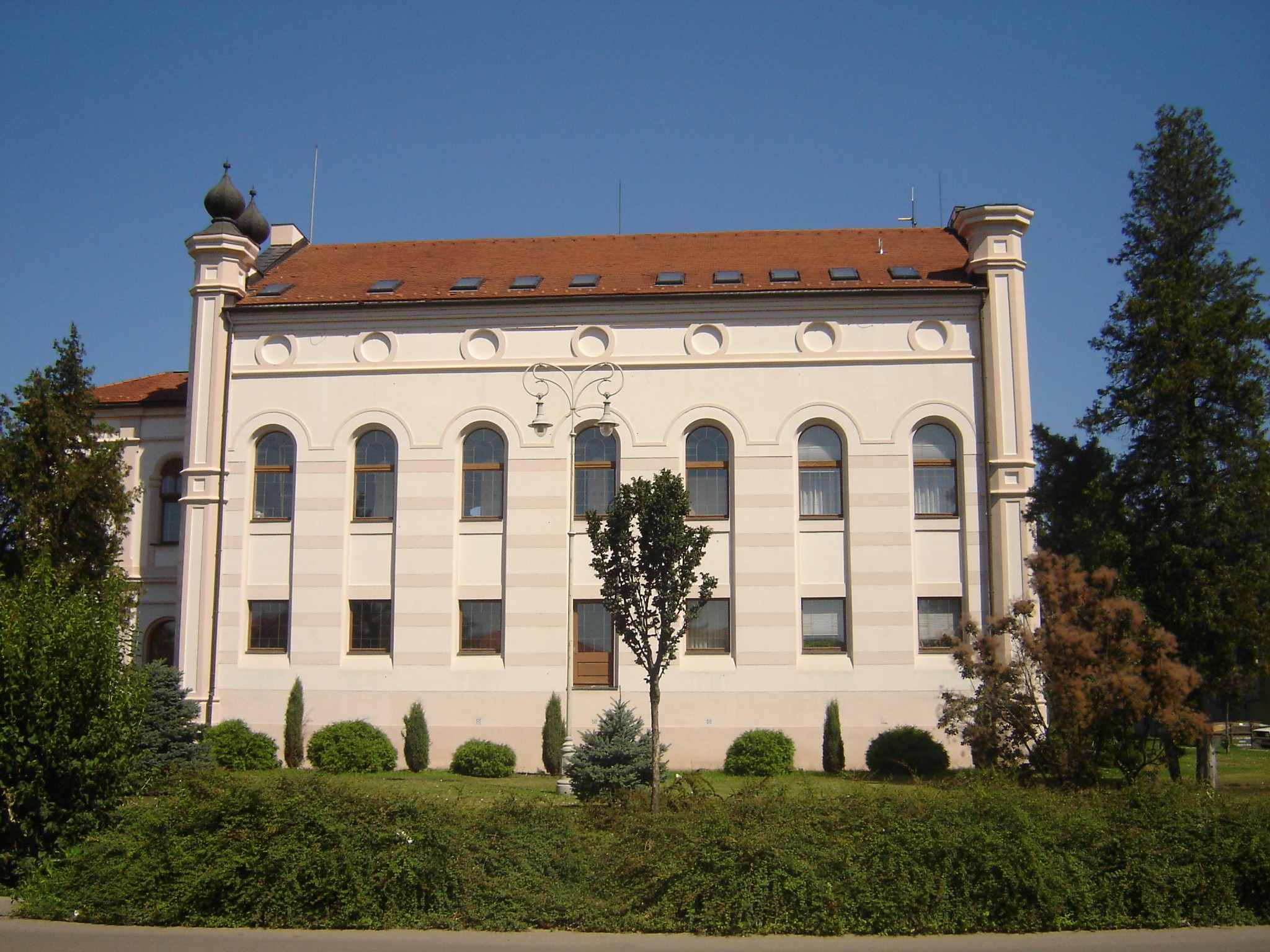
A zsinagóga hosszanti oldala
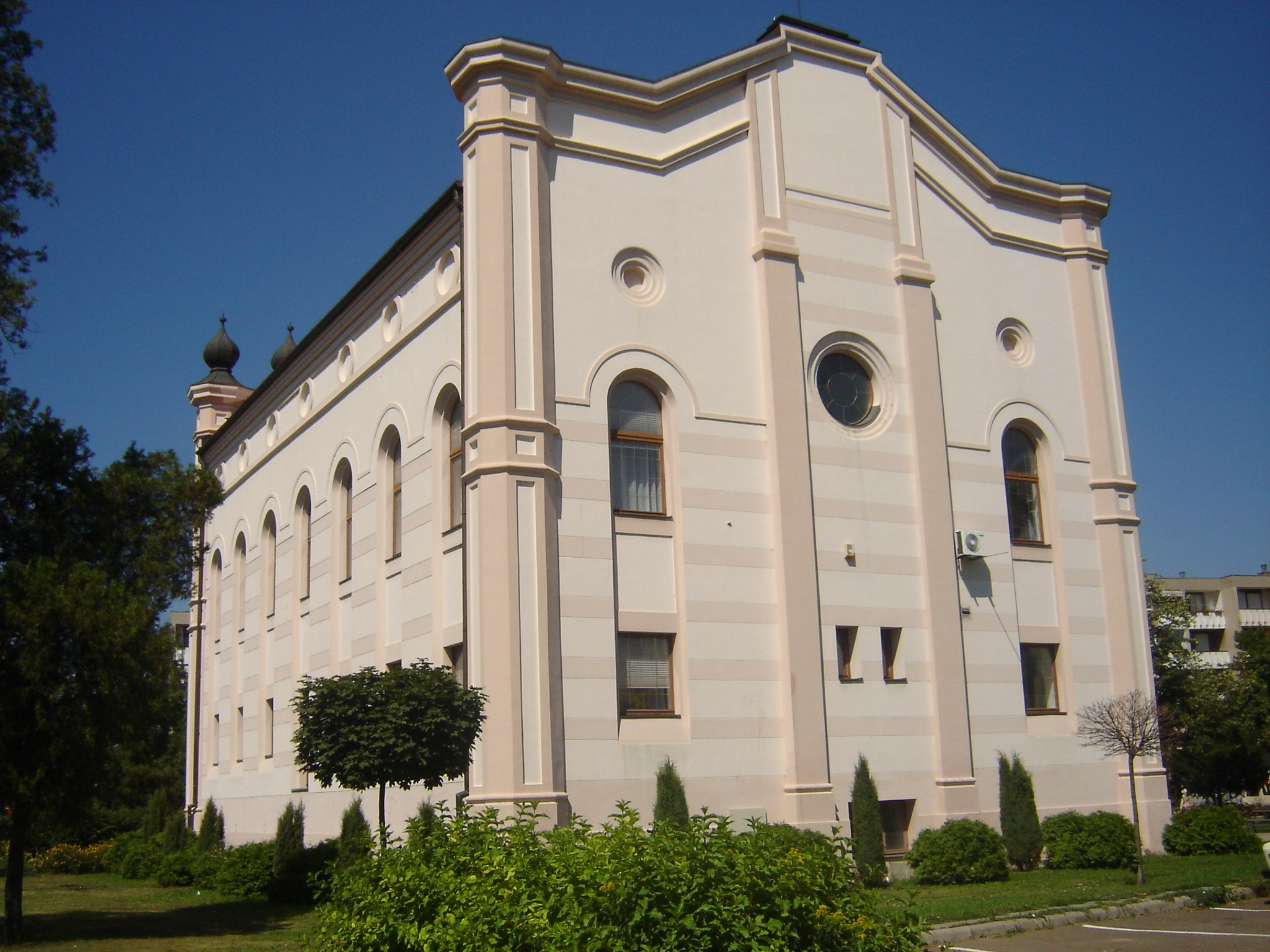
A zsinagóga hátulról
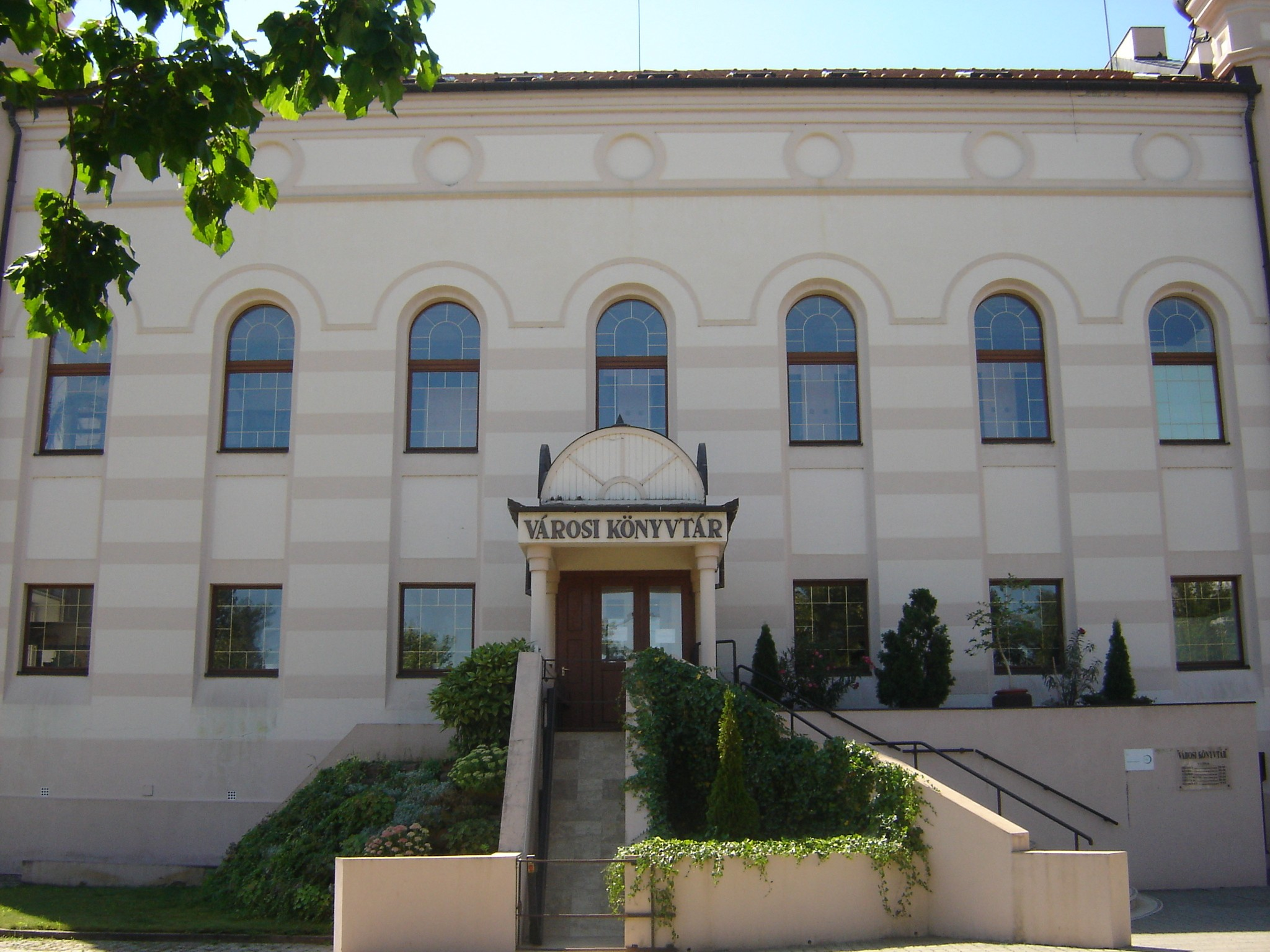
A Városi Könyvtár bejárata